# Haus der Kommunikation (Mariupol)

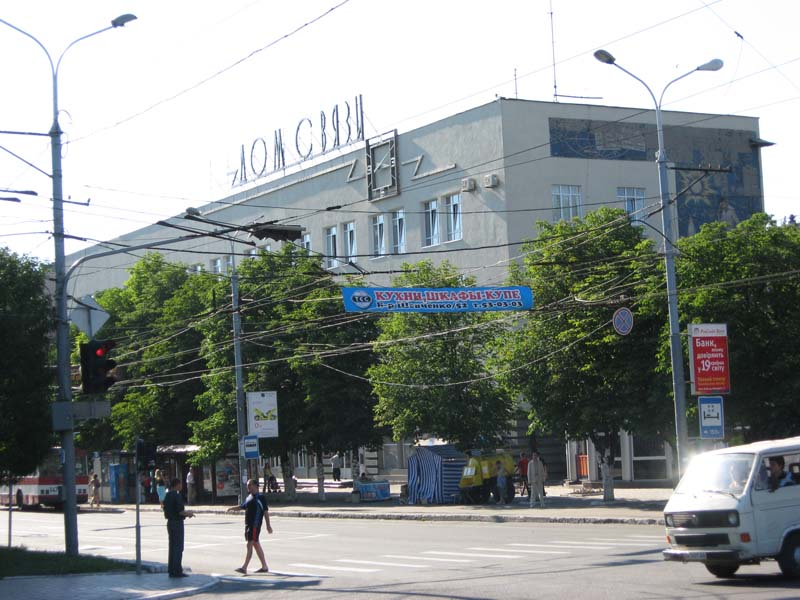
Haus der Kommunikation, 2007

Das Haus der Kommunikation (russisch Дом связи Dom swjazi, ukrainisch Будинок зв’язку Budynok zw’jazku) war ein Hauptpostamt der Ukrposhta in der ukrainischen Stadt Mariupol. Es wurde im März 2022 im russischen Angriffskrieg gegen die Ukraine schwer beschädigt.

## Name und Lage
Aufgrund seiner Funktion wurde das Gebäude am Miru Prospekt (ukrainisch Проспект Миру Prospekt Miru) auch häufig nur Hauptpostamt (ukrainisch Головпоштамт Golowposchtamt, russisch Главпочтамт Glawpotschtamt) genannt. Der Miru Prospekt ist in diesem Abschnitt Teil der wichtigen ukrainischen Fernstraße M-14. An dieser wurde vor dem Hauptpostamt eine Bodenplatte namens „Nullkilometer“ (ukrainisch Нульовий кілометр Nulowi kilometr, russisch Нулевой километр Nulewoj kilometr) installiert, die ähnlich einem Nullpunktstein oder einer Wegweisersäule Entfernungen zu Städten anzeigt. Historisch waren Postämter häufig die Anfangspunkte der Vermessung von Straßen, weshalb schließlich dieser Ort gewählt wurde. Östliches des Gebäudes steht ein Denkmal für Wladimir Semjonowitsch Wyssozki, südöstlich befindet sich ein größerer Platz mit dem Stadtratsgebäude von Mariupol.

## Geschichte und Baubeschreibung
Das dreigeschossige Bauwerk besitzt eine 70 Meter lange Straßenfassade mit zahlreichen Fensterachsen. Die Fassade war schlicht gehalten und nur mit einer Uhr verziert. Auf dem Dach befand sich der Schriftzug „Дом связи“ (deutsch Haus der Kommunikation). Nordwestlich schloss sich ein Gebäude der Ukrtelecom im rechten Winkel an. Erbaut wurde es in den frühen 1960er Jahren.

### Kunstwerke
Im Inneren des Gebäudes befand sich eine Tafel, die Wiktor Michailowitsch Arnautow nach seiner Rückkehr nach Mariupol in Zusammenarbeit mit Hryhorij Pryschedko (ukrainisch Григорій Пришедько) schuf. Auch das monumentales Wandmosaik an der Ostfassade des Gebäudes soll von den beiden stammen. Es heißt offiziell Übermittler (ukrainisch Зв'язківці Swjaskiwzi), wurde aber wegen der abgebildete Rakete durch die Bevölkerung allgemein nur „Eroberer des Weltraums“ (ukrainisch Підкорювачі космосу Pidkorjuwatschi kosmosu) genannt. Es handelt sich hierbei um das weltweit zweitgrößte Mosaik Arnautows. Es hatte eine Gesamtfläche von etwa 100 Quadratmetern und sollte Anfang des Jahres 2022 unter Denkmalschutz gestellt und restauriert werden. Ende Januar 2022 war eine Spendensammlung für eine Expertenanalyse des Zustands gestartet worden. Nach dem Überfall Russlands im Februar 2022 wurden diese Gelder an Opfer gespendet.

### Zerstörung
Der genaue Zeitpunkt der schweren Beschädigung des Gebäudes konnte bisher nicht ermittelt werden. Es wurde aber bereits am 12. März 2022, also drei Wochen nach Kriegsbeginn und während der Belagerung von Mariupol im zerstörten Zustand abgebildet. Zu diesem Zeitpunkt waren bereits mehrere Fensterachsen vom Erdgeschoss bis zum Dach komplett zerstört sowie weite Teile des Daches und des Obergeschosses ebenfalls eingestürzt. Diese frühe Kriegsruine wurde daher auch in den folgenden Monaten in zahlreichen Berichten über spätere Zerstörungen und für andere Meldungen zur Lage in der Ukraine als Symbolbild verwendet.

### Sanierung
Seit November 2022 wurde von ukrainischer Seite mehrfach berichtet, dass der Abriss des Gebäudes geplant sei. Im April 2023 gab es Arbeiten im Areal, die auf eine Wiederherstellung hoffen ließen. Im Februar 2024 begannen Abrissarbeiten am Gebäude. Einen Monat später wurde bekannt, dass es zu einer zeitweisen Unterbrechung der Arbeiten gekommen war, da man zirka 30 Leichen im Gebäude fand. Man brachte diese – teils unidentifiziert – auf den Friedhof in Staryj Krym und setzte danach die Arbeiten fort. Zudem hatte sich mittlerweile herausgestellt, dass die Abrissarbeiten die Vorbereitung der Sanierung darstellten.